# Temporada 1980 de las Grandes Ligas de Béisbol
La Temporada 1980 de las Grandes Ligas de Béisbol comenzó el 9 de abril y finalizó cuando Philadelphia Phillies derrotó en 6 juegos a
Kansas City Royals en la Serie Mundial.

## Premios y honores
- MVP
  - George Brett, Kansas City Royals (AL)
  - Mike Schmidt, Philadelphia Phillies (NL)
- Premio Cy Young
  - Steve Stone, Baltimore Orioles (AL)
  - Steve Carlton, Philadelphia Phillies (NL)
- Novato del año
  - Joe Charboneau, Cleveland Indians (AL)
  - Steve Howe, Los Angeles Dodgers (NL)

## Temporada Regular
Liga Americana
| División Este     | División Este | División Este | División Este | División Este | División Este | División Este |
| Equipo            | V             | D             | CTE           | JD            | LOCAL         | VISITA        |
| ----------------- | ------------- | ------------- | ------------- | ------------- | ------------- | ------------- |
| New York Yankees  | 103           | 59            | 0.636         | —             | 53–28         | 50–31         |
| Baltimore Orioles | 100           | 62            | 0.617         | 3             | 50–31         | 50–31         |
| Milwaukee Brewers | 86            | 76            | 0.531         | 17            | 40–42         | 46–34         |
| Detroit Tigers    | 84            | 78            | 0.519         | 19            | 43–38         | 41–40         |
| Boston Red Sox    | 83            | 77            | 0.519         | 19            | 36–45         | 47–32         |
| Cleveland Indians | 79            | 81            | 0.494         | 23            | 44–35         | 35–46         |
| Toronto Blue Jays | 67            | 95            | 0.414         | 36            | 35–46         | 32–49         |

| División Oeste     | División Oeste | División Oeste | División Oeste | División Oeste | División Oeste | División Oeste |
| Equipo             | V              | D              | CTE            | JD             | LOCAL          | VISITA         |
| ------------------ | -------------- | -------------- | -------------- | -------------- | -------------- | -------------- |
| Kansas City Royals | 97             | 65             | 0.599          | —              | 49–32          | 48–33          |
| Oakland Athletics  | 83             | 79             | 0.512          | 14             | 46–35          | 37–44          |
| Minnesota Twins    | 77             | 84             | 0.478          | 19½            | 44–36          | 33–48          |
| Texas Rangers      | 76             | 85             | 0.472          | 20½            | 39–41          | 37–44          |
| Chicago White Sox  | 70             | 90             | 0.438          | 26             | 37–42          | 33–48          |
| California Angels  | 65             | 95             | 0.406          | 31             | 30–51          | 35–44          |
| Seattle Mariners   | 59             | 103            | 0.364          | 38             | 36–45          | 23–58          |

Liga Nacional  
| División Este         | División Este | División Este | División Este | División Este | División Este | División Este |
| Equipo                | V             | D             | CTE           | JD            | LOCAL         | VISITA        |
| --------------------- | ------------- | ------------- | ------------- | ------------- | ------------- | ------------- |
| Philadelphia Phillies | 91            | 71            | 0.562         | —             | 49–32         | 42–39         |
| Montreal Expos        | 90            | 72            | 0.556         | 1             | 51–29         | 39–43         |
| Pittsburgh Pirates    | 83            | 79            | 0.512         | 8             | 47–34         | 36–45         |
| St. Louis Cardinals   | 74            | 88            | 0.457         | 17            | 41–40         | 33–48         |
| New York Mets         | 67            | 95            | 0.414         | 24            | 38–44         | 29–51         |
| Chicago Cubs          | 64            | 98            | 0.395         | 27            | 37–44         | 27–54         |

| División Oeste       | División Oeste | División Oeste | División Oeste | División Oeste | División Oeste | División Oeste |
| Equipo               | V              | D              | CTE            | JD             | LOCAL          | VISITA         |
| -------------------- | -------------- | -------------- | -------------- | -------------- | -------------- | -------------- |
| Houston Astros       | 92             | 70             | 0.568          | —              | 55–26          | 37–44          |
| Los Angeles Dodgers  | 92             | 70             | 0.568          | —              | 55–26          | 37–44          |
| Cincinnati Reds      | 89             | 73             | 0.549          | 3              | 44–37          | 45–36          |
| Atlanta Braves       | 81             | 80             | 0.503          | 10½            | 50–30          | 31–50          |
| San Francisco Giants | 75             | 86             | 0.466          | 17½            | 44–37          | 31–49          |
| San Diego Padres     | 73             | 89             | 0.451          | 19             | 45–36          | 28–53          |

## Postemporada
|  | Campeonato de la Liga | Campeonato de la Liga | Campeonato de la Liga |   |    | Serie Mundial      | Serie Mundial | Serie Mundial |
|  |                       |                       |                       |   |    |                    |               |               |
|  | Este                  | New York Yankees      | 0                     |   |    |                    |               |               |
|  | Oeste                 | Kansas City Royals    | 3                     |   |    |                    |               |               |
|  |                       |                       |                       |   | AL | Kansas City Royals | 2             |               |
|  |                       | NL                    | Philadelphia Phillies | 4 |    |                    |               |               |
|  | Este                  | Philadelphia Phillies | 3                     |   |    |                    |               |               |
|  | Oeste                 | Houston Astros        | 2                     |   |    |                    |               |               |

|                                             |
| Campeón Philadelphia Phillies Primer Título |

## Líderes de la liga

### Liga Americana
Líderes de Bateo 
| Categoría           | Jugador                    | Equipo  | Marca |
| ------------------- | -------------------------- | ------- | ----- |
| Porcentaje de bateo | George Brett               | KCR     | .390  |
| Cuadrangulares      | Reggie Jackson Ben Oglivie | NYY MIL | 41    |
| Carreras Impulsadas | Cecil Cooper               | MIL     | 122   |
| Carreras Anotadas   | Willie Wilson              | KCR     | 133   |
| Hits                | Willie Wilson              | KCR     | 230   |
| Robo de Bases       | Rickey Henderson           | OAK     | 100   |

Líderes de Pitcheo 
| Categoría         | Jugador                      | Equipo  | Marca |
| ----------------- | ---------------------------- | ------- | ----- |
| Victorias         | Steve Stone                  | BAL     | 25    |
| Derrotas          | Brian Kingman                | OAK     | 20    |
| ERA               | Rudy May                     | NYY     | 2.46  |
| Ponches           | Len Barker                   | CLE     | 187   |
| Entradas Lanzadas | Rick Langford                | OAK     | 290   |
| Juegos salvados   | Rich Gossage Dan Quisenberry | NYY KCR | 33    |

### Liga Nacional
Líderes de Bateo 
| Categoría           | Jugador           | Equipo | Marca |
| ------------------- | ----------------- | ------ | ----- |
| Porcentaje de bateo | Bill Bill Buckner | CHC    | .324  |
| Cuadrangulares      | Mike Schmidt      | PHI    | 48    |
| Carreras Impulsadas | Mike Schmidt      | PHI    | 121   |
| Carreras Anotadas   | Keith Hernandez   | STL    | 111   |
| Hits                | Steve Garvey      | LAD    | 200   |
| Robo de Bases       | Ron LeFlore       | MON    | 97    |

Líderes de Pitcheo 
| Categoría         | Jugador       | Equipo | Marca |
| ----------------- | ------------- | ------ | ----- |
| Victorias         | Steve Carlton | PHI    | 24    |
| Derrotas          | Phil Niekro   | ATL    | 18    |
| ERA               | Don Sutton    | LAD    | 2.20  |
| Ponches           | Steve Carlton | PHI    | 286   |
| Entradas Lanzadas | Steve Carlton | PHI    | 304   |
| Juegos salvados   | Bruce Sutter  | CHC    | 28    |